# SS-750 (schip, 1990)
De SS-750 (Russisch: СС-750) is een Russisch bergingsvaartuig voor onderzeeërs gebouwd als betonningsvaartuig KIL 140 door Neptun Werft in Rostock in 1990. Het is onderdeel van de ondersteuningsvloot van de Baltische Vloot van de Russische marine en was een van de acht Project 141-schepen (NAVO-codenaam: Kashtan) die net voor de val van het IJzeren Gordijn werden gebouwd.
Het schip is een dubbelschroever uitgerust met dieselelektrische voortstuwing en een hekportaal van 100 ton waarmee het constructies in zee kan laten zakken. In 1995 werd het omgebouwd naar bergingsvaartuig voor onderzeeërs en in september van dat jaar omgedoopt naar SS-750. Het werd daartoe uitgerust met een reddingsonderzeeboot van de Prizklasse, de AS-26.
Het schip werd op 22 september 2022 waargenomen door het Deense patrouillevaartuig Nymfen boven de onderzeese pijpleidingen Nord Stream 1 en 2, die vier dagen later gesaboteerd werden.